# Проспект Вернадського (станція метро, Велика кільцева лінія)
55°40′40″ пн. ш. 37°30′18″ сх. д. / 55.67778° пн. ш. 37.50500° сх. д.
Проспект Вернадського (рос. Проспект Вернадского) — станція Великої кільцевої лінії Московського метрополітену. 
Розташована у районі Проспект Вернадського (ЗАО), уздовж вулиці Удальцова на її розі з проспектом Вернадського, за яким і отримала свою назву
. 
Відкриття відбулося 7 грудня 2021 року у складі черги «Мньовники» — «Каховська»
.

## Пересадки
- Метростанція Проспект Вернадського  Сокольницька лінія
- Автобуси: 42, 120, 153, 224, 246, 363, 494, 616, 661, 715, 793, 830, с17, т34, П11

## Конструкція
Колонна трипрогінна мілкого закладення з однією острівною платформою.

## Колійний розвиток
Станція без колійного розвитку.